# Condado de Ponoka
El condado de Ponoka es un distrito municipal canadiense situado en la provincia de Alberta.

## Superficie
Ponoka tiene una superficie de 2807,99 km².

## Demografía
En 2021, tenía 9998 habitantes, una densidad poblacional de 3,6 hab./km², y 4255 viviendas.